# Луганский автосборочный завод
ОАО «Луганский автосборочный завод» (укр. ВАТ «Луганський автоскладальний завод») — автомобилестроительное предприятие, располагавшееся в городе Луганск. Также завод известен под своим предыдущим названием  «Луганский авторемонтный завод» (Луганський авторемонтний завод).

## История завода
Предприятие было создано постановлением Государственного комитета обороны от 4 мая 1944 г. и приказом народного комиссариата угольной промышленности от 13 мая 1944 г. как моторно-ремонтные мастерские в составе комбината «Ворошиловградуголь». Мастерские занялись ремонтом двигателей автомашин различных марок, включая иностранные.
В 1946 г. приказом по комбинату «Ворошиловградуголь» от 16 июля моторно-ремонтные мастерские были преобразованы в Центральные авторемонтные мастерские (Центральні авторемонтні майстерні, ЦАРМ) c годовой программой в 250 капитальных ремонтов автомашин и 1000 двигателей.
Приказом по комбинату от 16 июля 1947 г. Центральные авторемонтные мастерские были переименованы в Государственный авторемонтный завод (Державний авторемонтний завод). В этом же месяце завод начал переезд на новую территорию на южной окраине города по адресу ул.Челюскинцев, 119, где с мая 1945 г. велось строительство корпусов нового авторемонтного завода.
10 мая 1948 г. был подписан акт о приемке первой очереди завода.
В 1954 г. с вводом в эксплуатацию деревообрабатывающего цеха завод приступил к освоению производства деревянных кузовов-фургонов и автобусов на шасси ГАЗ-51А по типу ПАЗ-651 с кузовами смешанной деревянно-металлической конструкции для перевозки шахтерских смен. Помимо пассажирской модификации завод освоил выпуск специальной версии оперативного автобуса на полноприводном шасси ГАЗ-63, предназначенной для военизированных горноспасательных частей (ВГСЧ).
В июле 1955 г. была запущена вторая очередь завода с производственной программой 1800 капитальных ремонтов автомашин, 1900 капремонтов двигателей, изготовление запасных частей на сумму 4677 тысяч рублей.
В 1957 г. был построен опытный образец автобуса вагонной компоновки, который в серию не пошел.
К 1958 г. производство автобусов на Ворошиловградском государственном авторемонтном заводе выросло до 500 штук в год.
В 1959 г. вышло постановление Совмина УССР об организации в Луганске нового автомобилестроительного производства на базе Государственного авторемонтного завода. Но авторемонтные мощности решено было сохранить, и производство капитальных ремонтов автомобилей было перенесено на новую территорию - автомастерские автомобильного треста по ул. Фрунзе, 128. На старом же месте было сохранено производство автобусов, началось освоение сборки микроавтобусов РАФ-977, получивших название ЛАРЗ-977, автокранов СМК, поливо-моечных машин КПМ-1. Кроме того, на базе ЛАРЗ-977 был начат выпуск специальных автомобилей - для перевозки недоношенных новорожденных и передвижных клинических лабораторий.
С пуском Павловского автобусного завода необходимость в производстве автобусов на авторемонтных предприятиях отпала. В 1962-63 гг. выпуск автобусов авторемонтными заводами было прекращен по всей стране, в том числе и на Луганском государственном авторемонтном заводе, но отдельные заказы выполнялись до 1980 г.
В 1963 г. предприятие изготовило 550 автобусов, 30 микроавтобусов ЛАРЗ-977, 50 поливо-моечных машин КПМ-1, 7 автокранов СМК, 20 автомобилей для перевозки недоношенных новорожденных и 30 передвижных клинических лабораторий. В этом же году заводу было поставлена задача освоить выпуск передвижных вагонов-бытовок для строителей. В конце 1963 г. предприятие было переименовано Луганский автосборочный завод.
В 1964-1966 г. завод выпускал вагоны-бытовки, медицинские автомобили, специальные автобусы для горноспасателей, а также выполнял отдельные заказы на изготовление пассажирских автобусов на шасси заказчика.
В 1966 г. по инициативе директора завода Д.А. Мелконова на предприятии в инициативном порядке начали разрабатывать оснастку для производства автомобиля с пластиковым кузовом по типу выпускавшегося Северодонецкой авторемонтной базой микроавтобуса «Старт». При внешнем сходстве с северодонецким «Стартом» луганский микроавтобус все же стал другой машиной. В Луганске технология изготовления стеклопластиковых кузовов кардинально отличалась от северодонецкой. Помимо того, что форма для выклейки кузова была оригинальной, и кузова луганских машин поэтому отличались от северодонецких, вдобавок в Луганске кузов микроавтобуса выклеивался не внутри контрформы, а поверх натурального деревянного макета. В результате, изготовление кузовов получилось очень трудоемким – требовалось много времени на обработку внешних поверхностей до чистового состояния. Также в отличие от северодонецкого прототипа, луганский микроавтобус имели подвеску от автомобиля ЗИМ, другое электрооборудование и отличающийся интерьер. Выпускаемые в Луганске микроавтобусы не имели названия «Старт», а обозначались просто микроавтобус ЛАСЗ. Неофициально работники завода называли их «луганчиками».
С 1967 г. предприятие осваивает производство автоприцепов. Вскоре их выпуск достигает 25 000 шт. в год. Было увеличено производство вагонов-бытовок и расширена их номенклатура: вагон-общежитие, вагон-столовая, вагон-душевая, вагон-магазин, вагон-клуб. В номенклатуру одного строительного комплекса входило 8–10 вагонов-общежитий ВО-10, предназначенных для проживания 10 человек в каждом; вагон-столовая ВС-20, рассчитанная на 20 посадочных мест, а также вагон-душевая; вагон-магазин, вагон-котельная, вагон-клуб. Они предназначались в основном для БАМа, но использовались также строителями, геологами, нефтяниками по всей стране. Из-за такой объемной производственной программы заводу пришлось отказаться от выпуска автобусов и микроавтобусов ЛАСЗ. Вместо них было освоено производство специальных медицинских машин на новом шасси - на базе УАЗ-452 и ПАЗ-672 выпускались передвижные клинико-диагностические лаборатории, стоматологические передвижные амбулаторные пункты, пункты для забора крови, передвижные ортопедические кабинеты, автомобили для перевозки недоношенных новорожденных. Кроме того, на шасси грузовиков ГАЗ-66 выпускались автобусы-вахтовки и спецавтомобили на их базе.
Эту продукцию практически без изменений завод продолжал выпускать вплоть до начала 1990-х гг., когда сбыт её резко упал. В 1992 г. на складах завода скопилось нереализованной продукции на 338 миллионов советских рублей. В том же году предприятие было преобразовано в Открытое акционерное общество. В новом статусе завод попытался освоить новую продукцию – автомобили для МВД, укороченные вагончики-бытовки, прицепы для легковых автомобилей, киоски, газовые плиты, мебель. Но финансовое положение предприятия продолжало ухудшаться. В итоге, постановлением Арбитражного суда Луганской области №12 /14б от 2.04 2001 года ОАО «Луганский автосборочный завод» объявлен банкротом.

## Продукция
- Автобус на шасси ГАЗ-51А с кузовом по типу ПАЗ-651 (Фото (недоступная ссылка)) (1954-1966 гг.);
- Автобус на шасси ГАЗ-63 с кузовом по типу ПАЗ-651 (Фото (недоступная ссылка)) (1954-1966 гг.);
- Микроавтобус ЛАРЗ-977 «Луганск» (Фото) (1962-1976 гг.);
- Спецавтомобили на базе микроавтобуса ЛАРЗ-977 (1962-1976 гг.);
- Микроавтобус ЛАСЗ (Фото) (1966-1967 гг.);
- Специальные медицинские автомобили на базе УАЗ-452 и ПАЗ-672 (1967-1992 гг.);
- Вахтовые автобусы на шасси грузовиков специальные медицинские автомобили на их базе (Фото) (до 1992 гг.);
- Автокраны СМК-7 (Фото);
- Моечно-поливальные машины КПМ-1 (Фото);
- Автоприцепы ГКБ-817 (Фото) и ГКБ-8527 (Фото (недоступная ссылка));
- Вагончики-бытовки;
- Спецтехника по разовым разнарядкам - мусоровозы, панелевозы, милицейские автомобили, автомобили для военизированных горноспасательных частей, хлебные фургоны, специальные прицепы.